# (210035) Jungli
(210035) Jungli est un astéroïde de la ceinture principale.

## Description
(210035) Jungli est un astéroïde de la ceinture principale. Il fut découvert le 18 juillet 2006 à l'Observatoire de Lulin par Hong Qin Lin et Ye Quan-Zhi. Il présente une orbite caractérisée par un demi-grand axe de 2,72 UA, une excentricité de 0,07 et une inclinaison de 6,8° par rapport à l'écliptique.

## Compléments